# Diosso (république du Congo)
Ne doit pas être confondu avec Diosso (Burkina Faso).
Diosso est un village de la république du Congo, située à environ 25 kilomètres au nord de Pointe-Noire, dans le département du Kouilou, le long de la route nationale 5 . C'était un des quartiers de Bwali, la capitale du royaume de Loango et abrite actuellement le mausolée de ses souverains. Les missionnaires catholiques ont été actifs dans Diosso, qui abritait un palais royal.

## Histoire
Diosso ne constituait à l'origine qu'un des hameaux composant Bwali (Loango ou encore Mbanza Loandjili), la capitale de l'ancien royaume de Loango dans la province de Mampili, sur la rive droite du fleuve Kouilou. La plupart des hameaux qui formaient Bwali sont aujourd'hui abandonnés ou n'abritent plus qu'une ou deux familles restreintes:
- Bilala (Wand-Li-Bwali, littéralement le sud de Bwali)
- Diosso
- Loango (/lwan:gu/)
- Maboma Nzambi
- Mbulu Mpupi
- Ntandu Mbulu
- Tchiboul'-Yenga
- Tchifuka Bayonne
- Tchimpila
- Tchinganga Mvumba
- Tchiyendji
- Vista

Diosso fut fondée par un notable du clan Sabi, dont on ignore le nom et qui déclara solennellement en s'installant : « Nza:mbi zolisi » (Dieu le veut). Puis, il répéta sa phrase en portugais : « Deus quizer ». Le nom de Diosso est, selon les notables du village, issu de la prononciation déformée du mot Deus. Une autre interprétation étymologique, moins convaincante, tire l'origine de ce nom de la réputation de pureté de l'eau de la source Matombe (Ma:si madoso : eau pure).

## Points de repère

### Gorges de Diosso

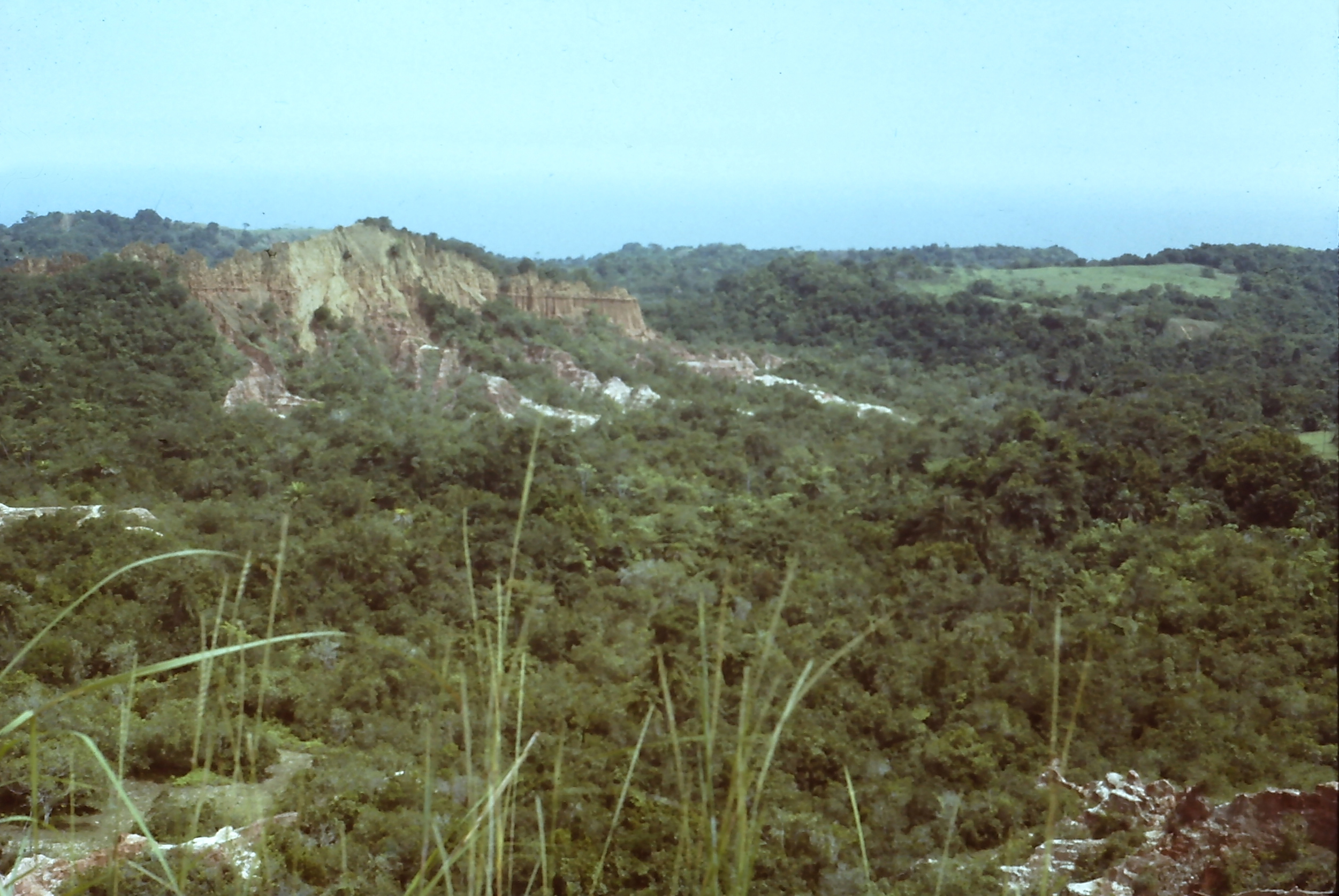
Les Gorges De Diosso, 1983.
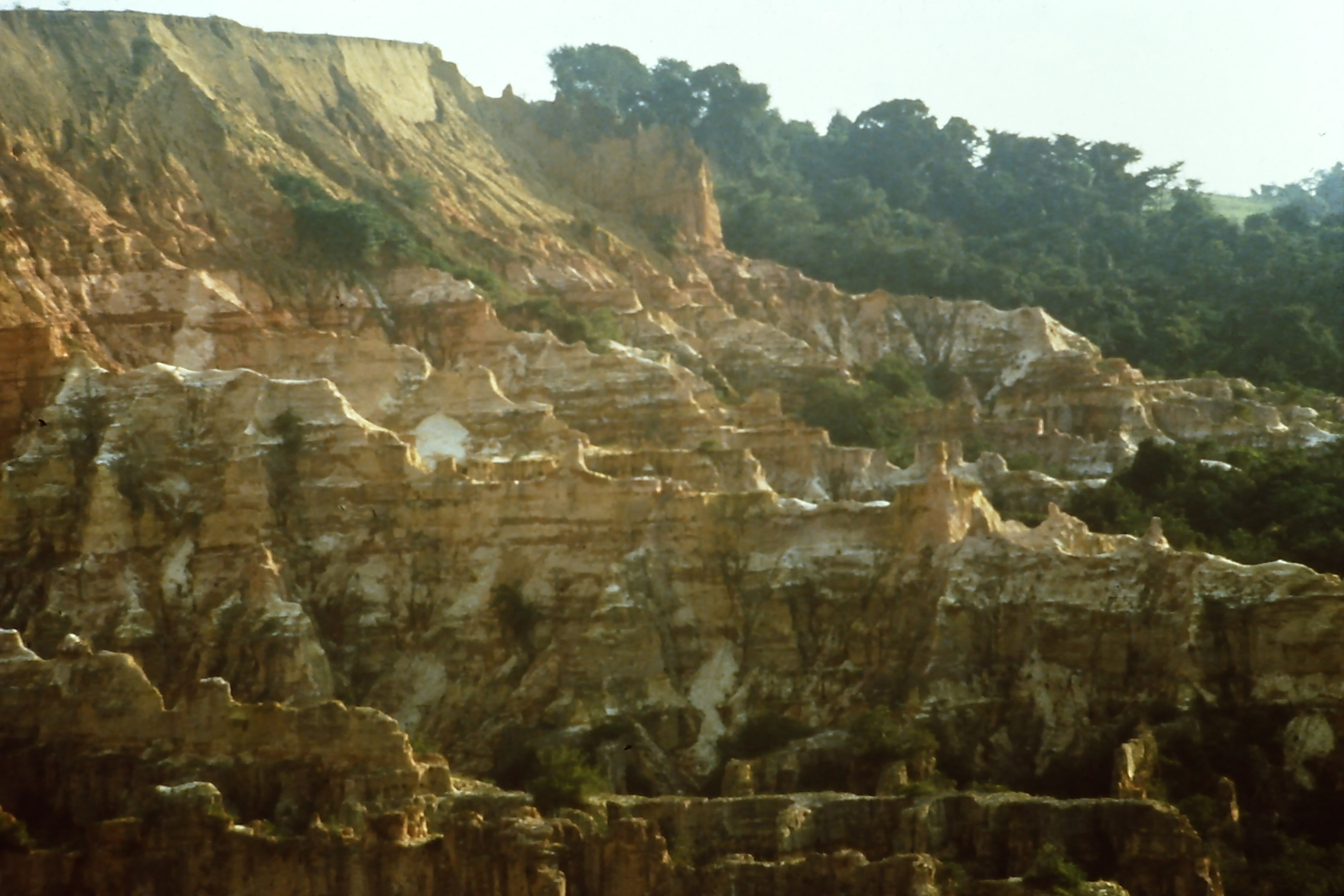
Les gorges de Diosso.

L'érosion dans la région a créé à proximité les gorges de Diosso, connu comme le "Grand canyon du Congo". Il est également appelé l'amphithéâtre de Diosso. A l'Intérieur des gorges la forêt tropicale recouvre des arêtes rocheuses et des falaises distinctives de roches rouges ferralitiques, qui peuvent atteindre jusqu'à 165 pieds (50,3 m) de hauteur. Le New York Times décrit les Gorges de Diosso comme "une magnifique gorge de falaises roses plissées recouvertes du vert de la jungle africaine". On dit que les gorges sont habitées par l'esprit feminin de Mboma, une divinité qui prend la forme d'un serpent.

### Le centre de réadaptation des chimpanzés de Tchimpounga
Le centre de réadaptation des chimpanzés de Tchimpounga (anciennement appelé Sanctuaire de chimpanzés de Tchimpounga), a été créé en 1992 afin de protéger les chimpanzés orphelins, est situé à proximité.
Construit par la compagnie pétrolière Conoco pour le compte de l'institut Jane Goodall, le centre de Tchimpounga est réputé pour être le plus grand sanctuaire de chimpanzés sur le continent africain, soignant environ 125 primates.

### Le musée régional Mâ-Loango

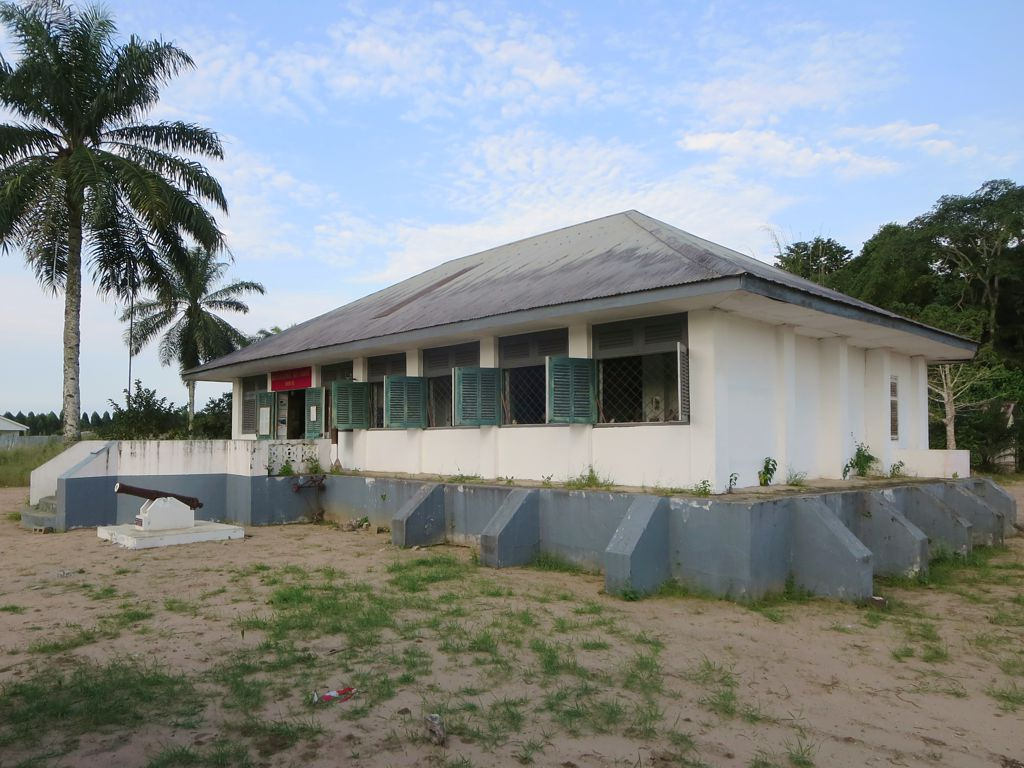
Le musée régional Ma-Loango

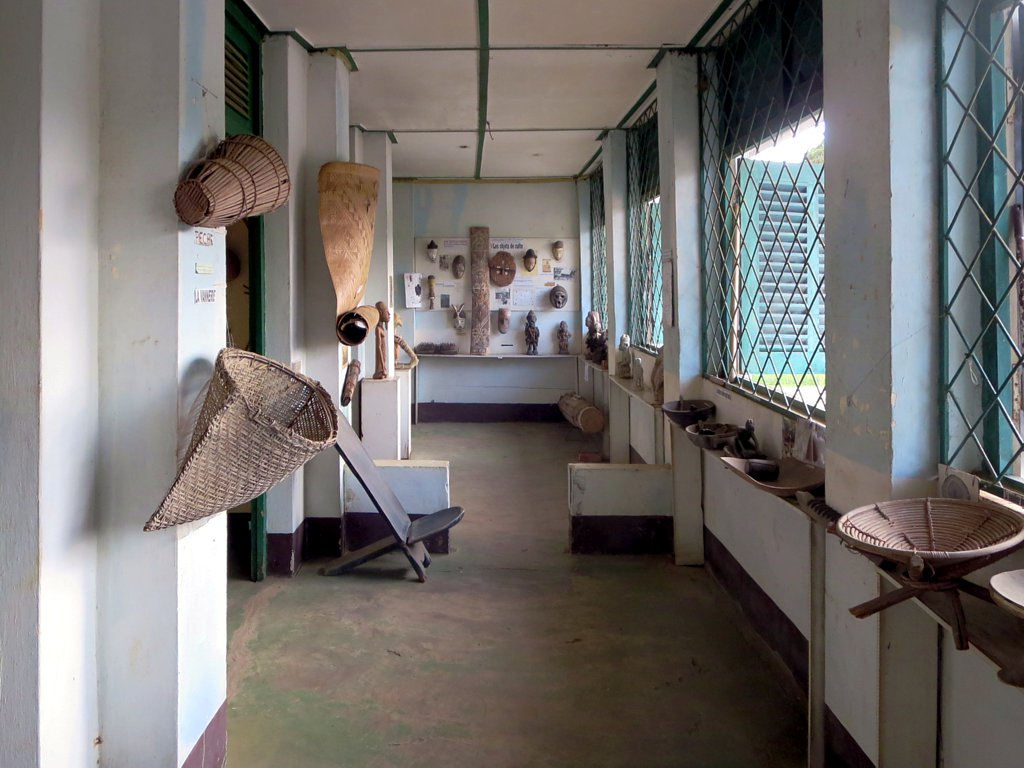
Expositions du musée régional Ma-Loango

L'ethnographie et l'histoire du Royaume de Loango sont exposées dans le musée régional Mâ-Loango, situé à Diosso et inaugurée le 10 avril 1982 par Jean-Baptiste Tati Loutard, ministre de l’Enseignement secondaire et supérieur, ministre de la culture et des arts. Le musée est une institution publique et, en tant que direction régionale, a été fondée dans le but de protéger le patrimoine culturel. Il recueille et expose des objets d'intérêt historique, archéologique, ethnographique et artistique, et il est situé dans le palais qui a été habité par Maloango Moe Poaty III, roi (1931-1975) du royaume de Loango.
Le musée mesure 20 mètres de long sur 11 mètres de large et contient des séjours, des couloirs, des chambres, et la salle de bains du roi. Toutes ces chambres ont été transformées en salles d'exposition ou en réserve. On peut être surpris par l'aspect modeste du bâtiment qui comprenait en plus des dépendances abritant la cuisine et les logements des épouses royales. L'explication se trouve dans la tradition loango selon laquelle les maisons d'habitation n'étaient pas construites en matériaux durables. En effet, cela facilitait la coutume qui voulait que toute maison ayant connu un décès soit abandonnée à la suite de celui-ci. C’est certainement là qu’il faut voir les raisons qui firent qu’après la mort de Moe Poaty III aucun de ses successeurs n’intégra les lieux.
Il y a plus de 300 objets exposés et des documents, ainsi que d'une douzaine de collections différentes, illustrant des événements historiques et des documents qui montrent l'évolution de la société congolaise. Les objets de grande valeur artistique, sont exposés aux côtés de ceux plus modestes, liés à la vie quotidienne qui sont considérés comme importants dans l'étude des peuples anciens congolais. Les outils de travail traditionnels comprennent des pioches, des haches, des couteaux, des soufflets en bois, des gourdes, et des herminettes. Des bijoux et des vêtements traditionnels comprennent des pagnes, des coiffures, et le costume Tchikumbi. Les objets domestiques sont représentés par un tapis de jonc, ainsi que de la paille et des ustensiles de cuisine. Les armes et les pièges sont des lances, des couteaux, des arbalètes, de cloches de chasse en bois, des pièges de chasse en osier et des filets. Les objets traditionnels de culte incluent des statuettes en pierre, un masque Punu, le masque Kidumu, ainsi que les figurines Kebe Kebe et Mboumba. Les instruments musicaux traditionnels sont ceux des groupes ethniques Yombe et Dondo.
Joseph Kimfoko Madoungou est le conservateur du musée depuis son inauguration. C'est grâce à sa passion pour l’anthropologie, l’ethnologie et la muséographie que ce musée a gardé une âme. Deux jeunes universitaires ont pris sa suite après sa retraite. En 2012, Kimfoko estimait que la pérennité du musée était menacée.
Le musée Mâ Loango se trouve aujourd’hui, dans un état de délabrement avancé. Les bâtiments annexes en particulier sont proches de la ruine. Mais le problème le plus préoccupant reste celui de la conservation des objets organiques, qui sont attaqués par les termites. Des moyens dérisoires tels que le xylophène à pulvériser sont utilisés.
Ce sont aujourd’hui les collégiens et les lycéens en excursion qui assurent le désherbage du terrain et de la piste y conduisant.
L’architecte ponténégrin Jean Anaclet Pembellot, frère cadet d'Agathe Pembellot - première femme magistrate du Congo -, a conçu les grandes lignes du nouveau musée Ma-Loango que la société Total E&P-Congo a entrepris d’ériger en lieu et place de l’actuel, avec le concours scientifique de l’Unesco,. Ce nouvel édifice a été inauguré le 23 août 2018.

## Sport
Le club de golf de Diosso surplombe la côte.
https://sites.google.com/site/diossogolfclub/